# Gustav Wilhelm Tietgens

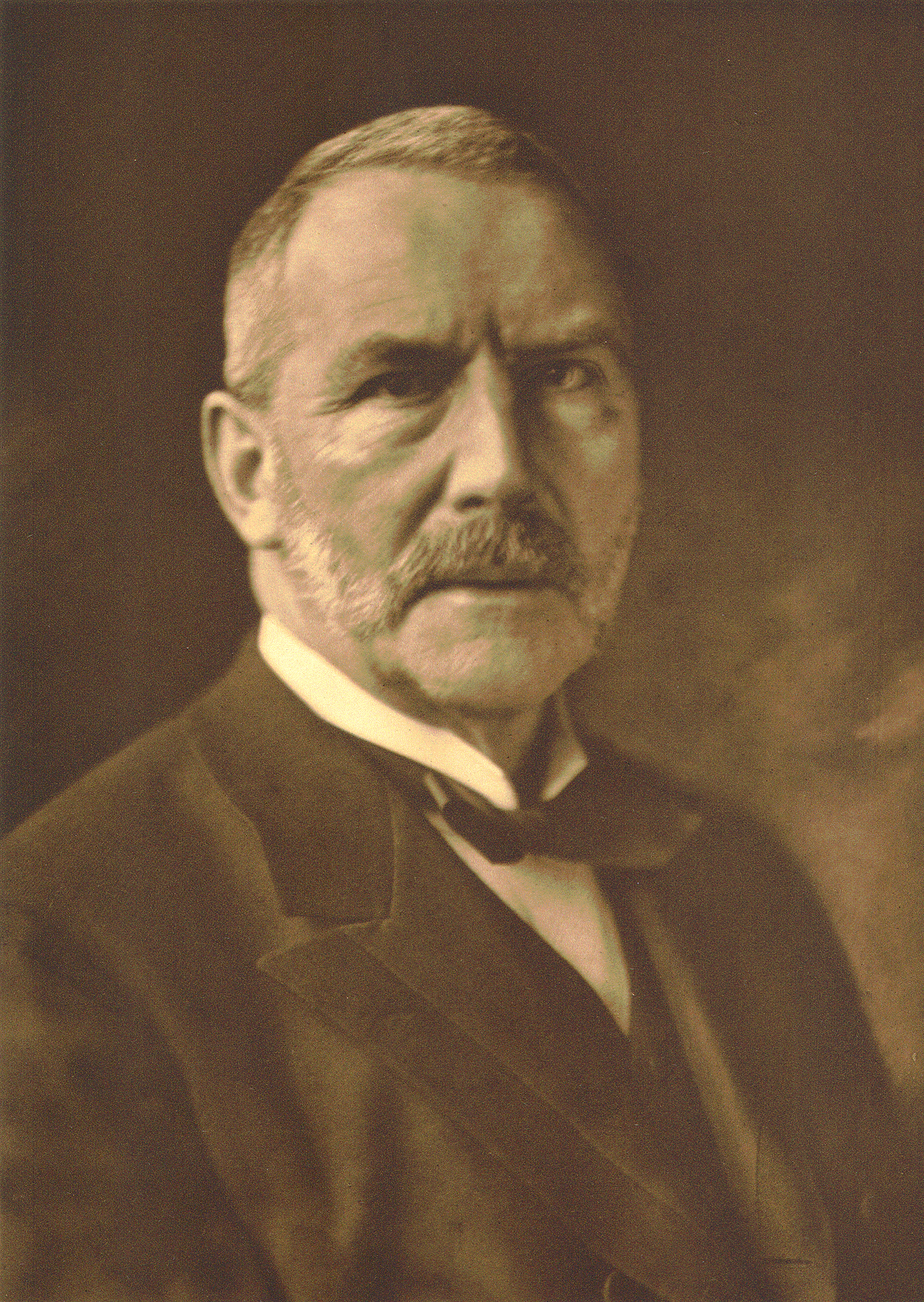
Gustav Wilhelm Tietgens 1905

Gustav Wilhelm Tietgens (* 7. Dezember 1839 in Hamburg; † 26. April 1910 ebenda) war ein deutscher Kaufmann und Politiker.

## Leben
Tietgens machte eine Lehre in der Hamburger Firma Tietgens & Robertson, bevor er von 1859 bis 1861 erst in New York dann in Valparaíso für Tietgens & Robertson tätig war.
Ab 1862 war Tietgens wieder in Hamburg tätig und wurde 1866 Teilhaber von Tietgens & Robertson.
Tietgens war zeitweise stellvertretender Vorsitzender des Aufsichtsrats der Disconto-Gesellschaft, außerdem gehörte er den Aufsichtsräten der folgenden Unternehmen an: Hamburger Freihafen-Lagerhaus-Gesellschaft, Waren Kreditanstalt Hamburg, London and Hanseatic Bank Ltd.
Tietgens engagierte sich ehrenamtlich, 1869 gehörte er der Baudeputation an, er wirkt 1870 am Niedergericht, ab 1884 gehörte er der Finanzdeputation an.   
Von 1886 bis 1895 gehörte Tietgens der Hamburgischen Bürgerschaft, ab 1893 als Mitglied der Fraktion der Rechten an.
Gustav Wilhelm Tietgens wurde in der Familiengrabstätte auf dem Friedhof Ohlsdorf (Planquadrat T 7) beigesetzt.